# Egon Pollak
Egon Erwin Pollak (ur. 12 listopada 1898 w Wiedniu, zm. 21 listopada 1981) – austriacki piłkarz, a także trener.

## Kariera klubowa
W trakcie kariery Pollak reprezentował barwy klubów Hakoah Wiedeń oraz New York Giants.

## Kariera reprezentacyjna
Pollak rozegrał jedno spotkanie w reprezentacji Austrii. Był to wygrany 4:1 towarzyski mecz z Rumunią, rozegrany 20 maja 1924 roku.

## Kariera trenerska
W 1934 roku Pollak trenował Maccabi Tel Awiw, a w 1938 roku poprowadził w dwóch meczach reprezentację Mandatu Palestyny. W roli tej zadebiutował 22 stycznia 1938 roku w przegranym 1:3 meczu eliminacji Mistrzostw Świata 1942 (ostatecznie nie odbyły się) z Grecją. Drużynę Mandatu Palestyny poprowadził jeszcze w rewanżowym pojedynku z Grekami, przegranym 0:1.
W 1941 roku Pollak był szkoleniowcem zespołu Maccabi Rishon LeZion, a w 1948 roku został pierwszym selekcjonerem reprezentacji Izraela, po uzyskaniu przez to państwo niepodległości. Izrael pod jego wodzą rozegrał jedno spotkanie, 26 września 1948 ze Stanami Zjednoczonymi (1:3).

## Źródła
- Profil na eu-football.info (ang.)